# Рожник
Ро́жник — деревня в Струго-Красненском районе Псковской области России. Входит в состав сельского поселения «Марьинская волость».

## География
Находится на северо-востоке региона, в центральной части района, в лесной местности на р. Люта.
Уличная сеть не развита.

## История
Первое упоминание населённого пункта на этом месте относится к 1498 году, как деревня Рожник и починок Рожник Щирского погоста Шелонской пятины, а также деревня Рожник Быстреевского погоста той же пятины.
В 1941—1944 гг. деревня находилась под фашистской оккупацией войсками Гитлеровской Германии.
С образованием Стругокрасненского района с 1927 до 1995 года деревня входила в Симанологский сельсовет, с января 1995 до января 2010 года — в Симанологскую волость. 
С 1 января 2010 года с упразднением Симанологской волости деревня входит в Марьинскую волость.

## Население
| 2001 | 2002 | 2010 | 2011 |
| ---- | ---- | ---- | ---- |
| 21   | ↗24  | ↘10  | ↗11  |

## Инфраструктура
В 1930-44 годах действовал колхоз «Красный посёлок», в 1944—1992 гг. — бригада Рожник совхоза «Вперёд» (Ефимов, Фёдоров, 2015).
Рожниковское земское училище (1911). Рожницкая водяная мельница (1946, 1955) (Ефимов, Фёдоров, 2015).

## Транспорт
Деревня доступна по автодороге регионального значения 58К-578 «Струги Красные — Зовка». Остановка общественного транспорта « Рожник».